# Замятина, Надежда Юрьевна
Наде́жда Ю́рьевна Замя́тина (урождённая Бела́ш; р. 13 июня 1974, Москва) — российский географ. Первой из российских географов начала работать в области когнитивной географии. Специалист по маркетингу и брендингу территорий. Одна из ведущих российских и мировых специалистов по Арктике.
Кандидат географических наук (2001), доцент географического факультета Московского государственного университета.

## Семья
- Муж — Дмитрий Николаевич Замятин[9] (р. 1962), российский географ, культуролог, эссеист, поэт.

## Образование
- Средняя школа № 48 г. Москвы (1981—1984).
- Средняя школа № 117 г. Москвы (1984—1991).
- Кафедра социально-экономической географии зарубежных стран географического факультета Московского государственного университета им. М. В. Ломоносова (1991—1996)[1].
- Аспирантура географического факультета Московского государственного университета им. М. В. Ломоносова (1996—2000). Специальность 25.00.24 «Экономическая, социальная и политическая география».
- Кандидат географических наук (2001, МГУ). Тема диссертации: «Взаимосвязи географических образов в страноведении»[10][11][12].

## Научная деятельность
Научные интересы: гуманитарная география, культурная география, когнитивная география, территориальная идентичность, ментальное пространство, маркетинг территории, географические образы, когнитивно-географические контексты.
Предложила концепцию образной национальной стратегии (2005, соавтор — Дмитрий Замятин).
Предложила уточняющее определение фронтира в сравнении с «размытым» определением, данным создателем термина Ф. Дж. Тёрнером. Это определение с другими уточнениями стало доминирующим в русскоязычной литературе о фронтире и новейшей историографии колонизации Сибири.
Автор около 90 научных (включая одну монографию), учебных и научно-популярных работ. Основные статьи опубликованы в ведущих российских научных журналах: «Политические исследования», «Социологические исследования», «Общественные науки и современность», «Космополис», «Известия РАН. Серия географическая», «Вестник Московского университета. География», «Логос», «Вестник Евразии», «Отечественные записки», альманахах «Гуманитарная география» и «Вестник исторической географии». Научно-популярные и учебные статьи, задачи и олимпиадные задания по географии выходили в энциклопедии для детей «Аванта+», в журнале «Гео», газете «География» и др. Автор статей по географии для Большой Российской энциклопедии.
Научные статьи Замятиной входят в списки основной литературы многих учебных программ по политологии.

## Литературная деятельность
Участница Эссе-клуба и литературной группы «Путевой журнал». Ввела распространившийся в эссеистике неологизм «градоречие» — о взаимоотношениях города и реки.

## Профессиональная деятельность
Ведущий научный сотрудник кафедры социально-экономической географии зарубежных стран географического факультета МГУ им. М. В. Ломоносова (с 2011).
Старший, затем ведущий научный сотрудник (с 2012) сектора гуманитарной географии, затем Центра гуманитарных исследований пространства (с 2011) Российского научно-исследовательского института культурного и природного наследия имени Д. С. Лихачёва.
В 1995—2000 годах была сотрудником газеты «География» и ведущей «Всеобщей заочной олимпиады».
В 1999—2001 годах преподавала на кафедре географии экономического факультета Российского университета дружбы народов им. П. Лумумбы.
Член редакционной коллегии журнала «Культурная и гуманитарная география» (с 2012).

### Учебные курсы
Читает учебные курсы в МГУ:
Основные учебные курсы
- Когнитивная география (создала первую в России программу учебной дисциплины «Когнитивная география»[33])
- Социально-экономическая география зарубежных стран (для студентов других кафедр)

Дополнительные учебные курсы
- Страноведение
- Геоинформатика
- Политическая география
- География населения

### Проекты

#### Научные проекты
- Структура и динамика когнитивно-географического контекста образов субъектов РФ в современных условиях (по материалам официальных сайтов субъектов РФ) (2003—2005, руководитель, грант РГНФ)[34].

#### Проекты по маркетингу и брендингу территорий
- Разработка туристического бренда городов и районов Свердловской области (2011, по заказу Министерства культуры Свердловской области, совместно с Денисом Визгаловым, Дмитрием Замятиным, Ильдаром Маматовым).[35][36][37][38][39][40]

## Статья о фронтире
В 1998—1999 годах Н. Ю. Замятина опубликовала в трёх разных журналах — «Общественные науки и современность», «Новая Юность», «Восток» — и альманахе «Вестник исторической географии» статью о фронтире, больше известную под названием из журнала «Общественные науки и современность» — «Зона освоения (фронтир) и её образ в американской и русской культурах». В других журналах и альманахе вышел тот же текст с небольшими разночтениями, но с разными названиями и под разными фамилиями — не только под фамилией Замятина, но и под прежней, девичьей фамилией автора — Белаш.
Статья за несколько лет обрела популярность в самых разных средах — научной, студенческо-молодёжной, американизированной.
Ссылаясь на статью Замятиной и применяя фронтир к системе расселения Тюменской области, специалисты пишут:

Хотя параллель между колонизацией Североамериканского континента и присоединением Сибири к Русскому государству так или иначе проявлялась и ранее, интерес отечественных авторов к концепции фронтира, как уже было сказано, оформился только в последние годы. Очевидно, это связано с изменившейся социально-экономической и геополитической ситуацией, с попыткой переосмыслить в ином контексте процесс освоения сибирских просторов. И хотя терминологический статус фронтира в отечественном социокультурном дискурсе еще не определился, многих авторов вполне устраивает метафорическое звучание сравнительно нового понятия.

Статья включена в списки основной литературы для студентов исторических факультетов многих российских ВУЗов. Для студентов-историков, занимающихся проблемой «сибирского фронтира», статья Замятиной стала обязательной.
Статья существенными выдержками публикуется на популярном сайте «Путь Ковбоя». Ссылка на неё даётся на аналогичном сайте «Фактория Адамсов».
Путаница с разными названиями, а, главное, с разными фамилиями, привела к парадоксальному результату:

Этот текст был опубликован в ряде периодических изданий сначала под старой фамилией автора — Надежда Замятина, затем под новой — Н. Ю. Белаш, и под несколько разными названиями. Это вызвало горячую полемику. Часть критиков приняла сторону первого автора, часть — второго. Утверждалось, что один автор прозрел суть явления, а второй пишет полную чушь, и наоборот… Получилась литературная мистификация, достойная Черубины де Габриак. Но какой же автор был прав? Судите сами.

Эта цитата ещё более множит мистификацию, поскольку сначала автор публиковался под своей девичьей фамилией Белаш и только после замужества под фамилией мужа — Замятина. Об этом сообщает и осведомлённый историк А. С. Хромых непосредственно в примечаниях к научной статье о «сибирском фронтире»:

После 1996 года автор сменила свою девичью фамилию Белаш на Замятину.

Другое дело, что статья о фронтире, вышедшая в «Вестнике исторической географии» под фамилией Белаш, появилась позже аналогичных статей под фамилией Замятина в журналах «Общественные науки и современность» и «Новая Юность».
Н. Ю. Белаш при этом чаще всего воспринимался как мужчина.

### Монографии
- Замятин Д. Н., Замятина Н. Ю., Митин И. И. Моделирование образов историко-культурной территории: методологические и теоретические подходы / Отв. ред. Д. Н. Замятин. — М.: Институт Наследия, 2008. — 760 с. с. — ISBN 978-5-86443-133-7.
- Замятина Н. Ю., Пилясов А. Н. Россия, которую мы обрели. — М.: Новый хронограф, 2013. — 548 с. — 1000 экз. — ISBN 978-5-94881-238-0.

### Учебные пособия для общеобразовательной школы
- География: от урока к экзамену / Болысов С. И., Даньшин А. И., Замятина Н. Ю., Климанов В. В., Климанова О. А., Наумов А. С., Панин А. В.. — М.: Просвещение, 1999. — 112 с.

- Олимпиады по географии: 6-11 классы: Методическое пособие / Даньшин А. И., Замятина Н. Ю., Кириллов П. Л. и др. / Под ред. Климановой О. А., Наумова А. С.. — 4-е изд., стереотип.. — М.: Дрофа, 2006.

### Важнейшие статьи
- Зона освоения (фронтир) и её образ в американской и русской культурах (недоступная ссылка) // Общественные науки и современность. — 1998. — № 5. — С. 75-89.
- Когнитивно-географическое положение региона как фактор регионального развития: методологические аспекты // Новые факторы регионального развития. Сб. статей под ред. Ю. Г. Липеца. — М.: ИГ РАН, 1999. — С. 86-98.
- Модели политического пространства // Политические исследования. — 1999. — № 4. — С. 29-42.
- Когнитивная география // География. — 1999. — № 44.
- Пространства власти: физическое, метафорическое, ментальное // Пространство власти: исторический опыт России и вызовы современности / Под научной ред. Б. В. Ананьича, С. И. Барзилова. — М.: МОНФ, 2001. — С. 64-82.
- Когнитивно-пространственные сочетания как предмет географических исследований // Известия РАН. Серия географическая. — 2002. — № 5. — С. 32-37.
- Художественная литература как материал для изучения мысленных структур пространства (на примере романа В. Набокова «Дар») // География искусства: Сборник статей. Выпуск III / Отв. ред. Ю. А. Веденин. — М.: Институт наследия, 2002. — С. 92-106.
- Взаимовлияние образов географических объектов: постановка проблемы // Вопросы экономической и политической географии зарубежных стран, Вып. 15. — М., 2002. — С. 170—195.
- Новые образы пространства России // Отечественные записки. — 2002. — № 6.
- Формирование представлений о пространстве // География в школе. — 2003. — № 4. — С. 29-35.
- Принципы создания образа места // География и экология в школе XXI века. — 2004. — № 2. — С. 3-11.
- Обнинск: атом города (недоступная ссылка) // География. — 2004. — 26 марта.
- Локализация идеологии в пространстве (американский фронтир и пространство в романе А. Платонова «Чевенгур») // Гуманитарная география: Научный и культурно-просветительский альманах / Сост., отв. ред. Д. Н. Замятин; авт. Балдин А., Галкина Т., Замятин Д. и др. — Вып. 1. — М.: Институт наследия, 2004. — С. 53-61.
- Использование образов мест в преподавании страноведения и градоведения // Гуманитарная география: Научный и культурно-просветительский альманах / Сост., отв. ред. Д. Н. Замятин; авт. Балдин А., Галкина Т., Замятин Д. и др. — Вып. 1. — М.: Институт наследия, 2004. — 311—326.
- Вариации региональных образов: когнитивно-географические контексты // Политические исследования. — 2004. — № 5. — С. 85-97.
- Англосаксы о Европе. Когнитивно-географические контексты образов европейских стран (недоступная ссылка) // Космополис. — 2004. — № 3(9), осень. — С. 129—141. — (Соавтор К. М. Арутюнян).
- Форпост в центре окраины: Социально-политическая контекстность географической информации (на примере официальных сайтов субъектов РФ) // Логос. — 2005. — № 1. — С. 245—256.
- Когнитивная география (Материалы к словарю гуманитарной географии) // Гуманитарная география. Научный и культурно-просветительский альманах / Сост., отв. ред. Д. Н. Замятин; авт. Андреева Е., Белоусов С., Галкина Т. и др. — Вып. 2. — М.: Институт наследия, 2005. — С. 339—340.
- Взаимосвязи образов стран Европы в прессе (по материалам газет «Таймс» и «Нью-Йорк Таймс») // Вестник Московского университета. Сер. 5. География. — 2005. — № 5. — С. 60-65. — (Соавтор К. М. Арутюнян).
- Образный рельеф политико-экономического пространства России (по материалам официальных сайтов субъектов РФ) // Вестник Евразии. — 2006. — № 2.
- Города, районы и страны в политическом рельефе российских регионов. По материалам официальных сайтов субъектов РФ // Политические исследования. — 2006. — № 2. — С. 12-138.
- Представления об устройстве пространства как контекст формирования образов субъектов РФ (по материалам официальных сайтов субъектов РФ // Известия РАН. Серия географическая. — 2006. — № 4. — С. 58-67.
- Когнитивно-географический контекст как модель соотношений географических образов (на примере анализа текстов официальных сайтов субъектов РФ) // Известия РАН. Серия географическая. — 2006. — № 5.
- Образная национальная стратегия // Гуманитарная география: Научный и культурно-просветительский альманах / Сост., отв. ред. Д. Н. Замятин; авт. Абдулова И., Амоголонова Д, Балдин А. и др. — Вып. 3. — М.: Институт наследия, 2006. — С. 281—286. (Соавтор Д. Н. Замятин).
- Стратегии создания образов субъектов Российской Федерации и региональная идеология («почвеннический» контекст) // Общественные науки и современность. — 2006. — № 6.
- Районы страны в образах субъектов Российской Федерации (по официальным сайтам субъектов РФ) // География и экология в школе XXI века. — 2006. — № 1. — С. 13-24. (Соавтор Е. Ю. Белаш).
- Особенности географической репрезентации социокультурных регионов России в характеристиках субъектов РФ (недоступная ссылка) // Социологические исследования. — 2006. — № 9. — С.63-71. (Соавтор Е. Ю. Белаш).
- Гуманитарная география // Большая Российская энциклопедия. Т. 8 (Григорьев — Динамика). — М.: Большая Российская энциклопедия, 2007. — С. 151. (Соавтор И. И. Митин).
- Имиджевые ресурсы территории: идентификация, оценка, разработка и подготовка к продвижению имиджа // Гуманитарная география: Научный и культурно-просветительский альманах / Сост., отв. ред. Д. Н. Замятин; авт. Абдулова И., Амоголонова Д, Герасименко Т. и др. — Вып. 4. — М.: Институт наследия, 2007. — С. 227—249. (Соавтор Д. Н. Замятин).
- Гуманитарная география (2) (Материалы к словарю гуманитарной географии) // Гуманитарная география: Научный и культурно-просветительский альманах / Сост., отв. ред. Д. Н. Замятин; авт. Абдулова И., Амоголонова Д, Герасименко Т. и др. — Вып. 4. — М.: Институт наследия, 2007. — С. 282—288. (Соавтор И. И. Митин).
- Когнитивно-географический контекст (Материалы к словарю гуманитарной географии) // Гуманитарная география: Научный и культурно-просветительский альманах / Сост., отв. ред. Д. Н. Замятин; авт. Абдулова И., Амоголонова Д, Герасименко Т. и др. — Вып. 4. — М.: Институт наследия, 2007. — С. 302—303.
- Гений места и город: варианты взаимодействия // Вестник Евразии. — 2007. — № 1 (35). — С. 62-87. (Соавтор Д. Н. Замятин).
- Географический образ (2) (Материалы к словарю гуманитарной географии) // Гуманитарная география: Научный и культурно-просветительский альманах / Отв. ред. И. И. Митин; сост. Д. Н. Замятин; авт. Белоусов С., Вахрушев В, Глушкова И. и др. — Вып. 5. — М.: Институт наследия, 2008. — С. 206—211.
- Ментальная карта (1) (Материалы к словарю гуманитарной географии) // Гуманитарная география: Научный и культурно-просветительский альманах / Отв. ред. И. И. Митин; сост. Д. Н. Замятин; авт. Белоусов С., Вахрушев В, Глушкова И. и др. — Вып. 5. — М.: Институт наследия, 2008. — С. 250—253.
- Экономическая география образа // Независимая газета. — 24 декабря 2008 года. (Соавтор Д. Н. Замятин).
- Когнитивная география: предмет и основные понятия // Территориальная структура хозяйства и общества зарубежного мира / Под ред. А. С. Фетисова, И. С. Ивановой, И. М. Кузиной. — Вопросы экономической и политической географии зарубежных стран. Вып. 18. — М. — Смоленск: Ойкумена, 2009. — С. 57-69.
- Место родины: образ Юрьевца в фильме Андрея Тарковского «Зеркало» // Россия: воображение пространства / пространство воображения (Гуманитарная география: Научный и культурно-просветительский альманах. Специальный выпуск) / Отв. ред. И. И. Митин; сост. Д. Н. Замятин, И. И. Митин. — М.: Аграф, 2009. — С. 155—167.